# Новая жертва
«Новая жертва» (порт. A Próxima Vítima) — популярный бразильский телесериал телекомпании «TV Globo» по сценарию бразильского автора Силвиу ди Абреу 1995 года. В России премьерные показы сериала происходили на Первом канале ОРТ с 15 июля 1996 года до 31 января 1997 года в 9:15 и в 18:20 по будням.

## О сериале
Сюжет сериала новаторский для своего времени — помимо обычной мелодрамы включил в себя и детективную линию, во многом схожую с романом «Десять негритят» Агаты Кристи. Здесь также присутствует аллегорический список будущих жертв в форме перечня зверей китайского гороскопа.
Теленовелла затронула много злободневных тем: супружеская измена, любовь между юными и «зрелыми», гомосексуальность, наркомания, проституция и др. Сериал в Бразилии получил две премии в 1995 и 1996 годах как лучший сериал года. Араси Балабанян, воплотившая в сериале авторитарную главу семьи Филомену Феррету, получила приз за лучшую женскую роль на телевидении в 1995 году.
Клаудия Оана исполнила одну из самых ярких своих ролей, её персонаж стал участником самых эмоциональных сцен: её спускали с лестницы и даже изуродовали лицо ножом.
Разгадка, как в любом детективном повествовании, становится известна в конце: в оригинальной бразильской версии в 1995 году убийцей оказывался Адалберту (Сесил Тире), однако для международной версии личность убийцы изменили.
Изменение окончания сериала было вызвано тем, что «многие телекомпании захотели купить сериал, однако их не устраивала его концовка, которую они считали недостаточно убедительной. Авторы фильма тоже были не вполне довольны финалом, показанным по бразильскому телевидению, и специально для европейского зрителя заново отсняли заключительную серию, где изменили имя убийцы».
Закадровый перевод читают Елена Бушуева (Ана, Изабелла и др.), Нина Лунёва (Филомена, Ирене и др.), Павел Иванов (Жука и др.), Георгий Столяров (Сидней и др.).

## В ролях

### Семья Феррету
- Араси Балабанян — Филомена Феррету, сестра Франчески, Кармелы и Романы
- Клаудия Оана — Изабелла Феррету Васконселус Росси, дочь Кармелы
- Тереза Рашел — Франческа Феррету, сестра Филомены, Романы и Кармелы (разыграла собственное отравление в аэропорту)
- Розамария Муртинью — Романа Феррету, сестра Кармелы, Франчески и Филомены, живёт в Италии
- Иона Магальяинс — Кармела Феррету Васконселус, сестра Франчески, Романы и Филомены
- Джанфранческо Гварньери — Элизеу Жардини, муж Филомены (был отравлен выхлопными газами в гараже)
- Жозе Вилкер — Марселу Росси, муж Франчески, любовник Аны Карвалью, позднее муж Изабеллы, вырос в доме семьи Местьери
- Сесил Тире — Адалберту Васконселус, муж Кармелы, отец Изабеллы (в оригинальной версии сериала истинный убийца)
- Алешандри Боржис — Бруну, любовник и приёмный сын Романы и Рамиру
- Карлус Эдуарду Долабела — Жижиу ди Анжелис, первый муж Франчески

### Семья Карвалью
- Сузана Виейра — Ана Карвалью, хозяйка пиццерии
- Отавиу Аугусту — Улисс Карвалью, брат Аны/Рамиру, отец Бруну, выдававший себя за Улисса, истинный убийца
- Дебора Секку — Карина, дочь Аны и Марселу Росси
- Андре Гонсалвис — Сандру, сын Аны и Марселу Росси
- Эдуарду Фелипи — Жулиу, сын Аны и Жуки

### Семья Мистьери
- Тони Рамос — Жука (Жозе Карлос) Мистьери, владелец овощной палатки на рынке
- Лима Дуарте — Зе Болаша (Жозе), отец Жуки, муж Леонтины, отец ребёнка Китерии
- Нисетте Бруно — Нина, тётя Жуки, сестра Леонтины и Витинью
- Флавио Мильяччо — Витинью, дядя Жуки, брат Нины и Леонтины
- Селтон Мелу — Тонику (Антониу), сын Жуки
- Мария Элена Диас — Леонтина, жена Зе Болаши, мать Жуки (Разбила голову о камень, упав с лошади)
- Жеоржиана Гоеш — Яра, дочь Жуки

### Семья Рибейру
- Наталия Ду Вале — Елена Брага Рибейру
- Франсиску Куоку — Элиу Рибейру (был отравлен в аэропорту)
- Вивиан Пасмантер— Ирен, дочь Елены и Элиу, студентка юридического факультета
- Педру Васконселус — Лукас, сын Елены и Элиу
- Глория Менезес — Жулия Брага, старшая сестра Елены (была ранена неизвестным, умерла в больнице)

### Семья Норонья
- Антониу Питанга — Клебер Норонья (был столкнут неизвестным в пустую шахту лифта)
- Зезе Мотта — Фатима, жена Клебера
- Нортон Нашименту — Сидней, сын Клебера и Фатимы
- Камила Питанга — Патрисия, дочь Клебера и Фатимы
- Луи Мендес — Джефферсон, сын Клебера и Фатимы

### Другие персонажи
- Маркус Фрота — Диегу Буэну, жених Изабеллы, позже жених Ирен
- Паулу Бетти — следователь Олаву де Мелу
- Вера Олц — Китерия Бизера, подруга Аны
- Мила Морейра — Карла, подруга Элены
- Роберту Баттальин — Клаудиу, друг Диегу, возлюбленный Патрисии
- Вера Жименес — Андреа, секретарша на мясокомбинате (была убита Изабеллой)
- Витор Бранку — Алфреду, слуга в доме Феррету
- Изабель Филлардис — Розанжела, невеста Сиднея
- Луижи Пальяреш — Адриану, возлюбленный Кармелы
- Катарина Абдалла — Маризет, экономка в доме Норонья
- Жозе Августо Бранко — Жозиас, официант в пиццерии (был столкнут под проходящий поезд)
- Лиана Дувал — Иветт Безера, мать Китерии (убита в собственном доме при весьма странных и загадочных обстоятельствах)
- Патрисия Травассус — Соланж, любовница Элизеу
- Антонио Фагундес — Астрожилду, брат Маризет, возлюбленный Нины
- Режиналду Фария — Паулу Суарес, он же Арналду Ронкалью (первая жертва; был сбит машиной)
- Мауру Мендонса — Отавиу Буэну, отец Диегу
- Даниэла Виннитс — Ана в молодости
- Клаудия Райа — неизвестная «новая жертва»

## Сюжет
Молодая и привлекательная студентка юрфака Сан-Паульского университета Ирен Рибейру расследует серию загадочных убийств, в числе которых — убийство её отца, адвоката Элиу Рибейру и тёти Жулии Браги. В ходе расследования она находит загадочный листок, содержащий список зверей китайского гороскопа. Оказалось, что каждая из жертв соответствует животному из этого списка (так, например, Ивет, мать проститутки Киттерии, в том списке была овцой). Кроме того, был найден склад вещей, принадлежавших погибшим (калькулятор Клебера, часы Паулу Суареса, крестик Леонтины Местьери и так далее). Постепенно раскручивая клубок загадочных смертей, Ирен приходит к выводу, что всех их убил один и тот же человек. Девушке приходит на помощь вся полиция города, и жестокий убийца оказывается пойман.

### Экспортная концовка
В конце расследования Франческу депортируют на родину, доставляют в полицейский участок и заставляют говорить. В последней серии фильма сначала Франческа, а затем и сами убийцы рассказывают свою историю и раскрывают причины этих кровавых преступлений, начало которым положено в семье Феррету. Франческа знала, что она косвенно является причиной убийств, а также то, что может стать очередной жертвой. Поэтому, находясь в момент смерти Элиу рядом с ним (Элиу умер от отравления ядом, подмешанном убийцей в виски, а Франческа была вместе с ним, хотя виски не пила) решила инсценировать собственную смерть и бежать в Европу.
Для празднования своего дня рождения в 1968 году Франческа пригласила на борт яхты, где проходило торжество, своих друзей — Элиу Рибейру и Жулию Брагу. К тому времени отношения супругов давно разладились, но так как Жижиу не давал Франческе развод, то коварная и жестокая Франческа решила избавиться от мужа, а заодно и от бухгалтера мясокомбината, который давно уличил Франческу в нечестности и многочисленных махинациях. На её беду, бухгалтер оказался кристально честным человеком, что не устраивало её. На борту яхты любовник Франчески Элизеу убивает Жижиу, но тот в присутствии свидетелей — гостей (которых Франческа уговорила уйти и сохранять молчание) и пятерых слуг, которым Франческа дала денег за лжесвидетельство, что якобы это бухгалтер убил хозяина комбината — перед смертью обвиняет в убийстве любовника Франчески. Все присутствующие решают, что речь идёт о Марселу Росси. Свидетельство 5 человек оказывается весомым для суда, и ни в чём не повинного бухгалтера сажают в тюрьму за убийство, которого он не совершал. Несчастный бухгалтер в ту же ночь повесился в камере. Франческа и Элизеу вздохнули с облегчением, но оказалось, что радоваться было рано. У бухгалтера был сын, решивший отомстить семье Феррету, а заодно и подлым лжесвидетелям за невинного отца. Убийцей оказывается тот, кто выдавал себя за Улисса Карвалью. Он и составил тот китайский список, по которому выслеживал своих жертв. Вначале он убил адвоката, который плохо защищал его отца в суде, за что сел в тюрьму на 20 лет. Затем в тюрьме он познакомился с настоящим Улиссом Карвалью, чьё имя он присвоил себе, чтобы внедриться сначала к Ане, а через неё — в семью Феррету. Для этой же цели он использовал своего сына Бруну, которого вынудил стать любовником Романы. Но в результате конфликта Бруну накачивает Роману снотворным, а затем убивает её — топит в бассейне. Благодаря этому непредвиденному событию планы жестокого мстителя дают самую серьёзную осечку. Расследуя убийство Романы, полиция постепенно выходит на след убийцы. Рассказав свою историю, убийца хватает табельное оружие следователя, которое тот по привычке и оплошности положил на стол и сначала берёт всех присутствующих (включая Ирен) в заложники и рассказывает, что его истинный план заключался в том, чтобы извести под корень всю семью Феррету, но его сорвал Бруну, убив Роману раньше времени из жажды наживы, и оставив кучу следов своей вины, но потом стреляет в себя.

### Бразильская концовка
В конце расследования Франческу депортируют на родину, доставляют в полицейский участок и заставляют говорить. В последней серии фильма Франческа рассказывает свою историю и раскрывает свою точку зрения на эти кровавые преступления, начало которым положено в семье Феррету. Франческа знала, что она косвенно является причиной убийств, а также то, что может стать очередной жертвой. Поэтому, находясь в момент смерти Элиу рядом с ним (Элиу умер от отравления ядом, подмешанным убийцей в виски, а Франческа была вместе с ним, хотя виски не пила) решила инсценировать (для близких) собственную смерть и бежать в Швейцарию.
Для празднования своего дня рождения в 1968 году Франческа пригласила на борт яхты, где проходило торжество в китайском стиле, своих друзей — Элиу Рибейру и Жулию Брагу. К тому времени отношения Франчески де Анжелис с её первым мужем Жижиу давно разладились, но так как Жижиу не давал Франческе развод, то коварная и жестокая Франческа решила избавиться от мужа, а заодно и от бухгалтера мясокомбината, который давно уличил Франческу в нечестности и многочисленных растратах. На её беду, бухгалтер оказался кристально честным человеком, что не устраивало её. Любовник Франчески (которым Франческа назвала полиции Марселу, своего второго мужа) подплывает к яхте на лодке после того, как Франческа даёт ему сигнал, размахивая шарфом, что означает, что Жижу уснул. Любовник, которым на самом деле оказывается будущий муж Кармелы Адалберту Васконселлус, убивает Жижиу в спальне, но Жижиу имеет силы подняться на палубу, где умирает в присутствии свидетелей, сказав всем, что его убил любовник Франчески. Свидетелями оказались: 2 гостей (всех гостей Франческа уговорила уйти, но эти случайно задержались из-за романтической беседы друг с другом) и 5 слуг, которым Франческа дала денег за лжесвидетельство, что якобы это бухгалтер убил хозяина комбината. Все свидетели признания Жижиу ошибочно для себя решили, что убийцей Жижиу был Марселу. Свидетельство 5 человек оказывается весомым для суда, и ни в чём не повинного бухгалтера сажают в тюрьму за убийство, которого он не совершал. Несчастный бухгалтер в ту же ночь повесился в камере. Франческа и Адалберту вздохнули с облегчением, но оказалось, что радоваться было рано. Убийцей оказывается бывший муж Кармелы Адалберту Васконселус. Он и составил тот китайский список, по которому выслеживал своих жертв. Много лет спустя после убийства, Адалберту имел свой ресторан, который вскоре разорился, и где он и познакомился с Улиссом Карвалью, который недавно вышёл из тюрьмы и работал там официантом. Адалберту начал регулярно получать анонимные письма, в которых говорилось, что автор писем знает, что именно он убил Жижиу. Тогда Адалберту решил, что письма пишет один из 7 свидетелей преступления, который видел в ту ночь, как он убил Жижиу. Адалберту нашёл чёрный автомобиль Opala на свалке, где утилизируют старые автомобили, и где он подрабатывал, когда разорился. Также он убедил Улисса помочь ему, убедив его, что убийца Марселу, и что Ане грозит опасность из-за её отношений с ним, и таким образом добился, чтобы Улисс стал его информатором, вернувшись к Ане, и став официантом в пиццерии "Ла Мамма" вместо убитого Адалберту Жозиаса, и чтобы он информировал его о 7 свидетелях преступления, которых Адалберту назвал Улиссу сообщниками Марселу. Затем Адалберту начал планомерно убивать всех свидетелей, рассчитывая, что анонимные письма прекратят приходить после гибели истинного свидетеля преступления. Однако письма продолжали приходить вплоть до смерти Клебера Норонья, после чего прекратились. Адалберту логично заключил, что именно Клебер знал, что убийца это он, и слал письма, и успокоился. Теперь оставалась самая малость — убить Улисса, который мог догадаться, что Адалберту его просто использует и сдать его полиции, которая к тому моменту уже вплотную занималась расследованием, и подставить Марселу, подбросив в его комнату шкатулку с вещами убитых, которые Адалберту планомерно изымал у них именно с этой целью. Также Адалберту хотел второй раз попытаться убить Ирен, однако безуспешно, после чего уничтожил свой чёрный автомобиль. Но когда Адалберту был уверен, что он окончательно замёл за собой все следы, то к своему изумлению и ужасу обнаружил в комнате любовницы Элизеу Соланж шкатулку с оригиналами анонимных писем, написанных почерком Элизеу, из чего понял, что именно Элизеу был тем истинным свидетелем, кто видел на яхте, как он убил Жижиу. В тот же день, Адалберту выманил Элизеу в гараж, и убил его, заставив задохнуться выхлопными газами. Когда выяснилось, что Франческа жива, она рассказала на допросе в полиции всю правду об убийстве Жижиу и лжесвидетельстве, но при этом обвинив Марселу в убийстве Жижиу и всех последующих. Решив воспользоваться этим, Адалберту предъявляет следователю Олаву шкатулку Элизеу, при этом заявив, что она якобы принадлежала Марселу, и что анонимные письма из шкатулки тоже якобы получал Марселу. Однако, планы убийцы срывает Филомена, опознав шкатулку, как принадлежавшую Элизеу, тем самым поместив недостающее финальное звено в цепочку расследования полиции, которая, к тому моменту уже знала о знакомстве Адалберту и Улисса, а также о возможном происхождении чёрного автомобиля. Олаву догадывается, что Адалберту лжёт об истинном владельце шкатулки, так как это он был убийцей и получал анонимные письма, а затем нашёл шкатулку у Элизеу. Будучи разоблачённым, убийца убегает от полиции на второй этаж особняка Феррету, где в него стреляют, но он спускается вниз с револьвером, направляет его на Филомену, но следователь стреляет ему в спину и убивает его, прежде чем тот успевает убить её, заявив, что это она во всём виновата, так как он всегда любил Филомену, а она не отвечала ему взаимностью. Фильм завершается свадьбой Диегу и Ирен, на которую приглашены все действующие лица сериала, оставшиеся к этому времени в живых и находящиеся на свободе. В конце неизвестная девушка строит глазки инспектору Олаву и уводит его в комнаты. По возвращении из комнат, она нервничает и поглядывая на наручные часы, в спешке уходит с банкета. Пока она идёт по парку одна, некий снайпер берёт её на прицел и убивает. Тело девушки замечают, Олаву подбегает к нему, оцепляет местность. Фильм заканчивается финальными титрами.

## Факты
- На роль Аны изначально пробовалась актриса Режина Дуарте, а роль Романы было предложено исполнить Фернанде Монтенегру. Обе они отказались от участия в связи с профессиональной занятостью[2].
- Первый телесериал на «Глобу» актёра Алешандри Боржеса.
- Актёр Антониу Питанга и его дочь Камила Питанга в сериале сыграли отца и дочь — Клебера и Патрисию Норонья.
- Необычное имя персонажа Зе Болаша на самом деле является сочетанием имени и прозвища. «Зе» — сокращение от полного имени Жозе, «Болаша» — в переводе с португальского означает «печенье». Таким образом его можно перевести как «Жозе-печенье». В 63 серии персонаж делится историей происхождения своего прозвища — Болашей его с детства называла мать.
- Силвиу ди Абрэу вспоминал: «Я обнаружил, что рейтинг новеллы гораздо ниже того, который я представлял. Тогда я сделал так, что Диегу Буэну, роль которого исполнял Маркус Фрота, раскрыл измену своей невесты Изабеллы и избил её на глазах у всех. Рейтинг поднялся на 56 %. А к окончанию новеллы поднялся ещё выше, заставив всю страну с интересом ожидать финала».
- Канал ОРТ сильно сократил сериал. Почти из каждой серии были вырезаны некоторые сцены общей продолжительностью примено 8-10 минут. Канал ТНТ показывал сериал почти без купюр, однако жители ряда регионов России не смогли его увидеть так как время показа сериала «перебивалось» передачами местного телевидения. Так было, например, в г. Ульяновске и в г. Смоленске.

## Дубляж на русский язык
На русский язык роли дублировали Елена Бушуева-Цеханская, Нина Лунёва, Павел Иванов и Георгий Столяров